# De servo arbitrio

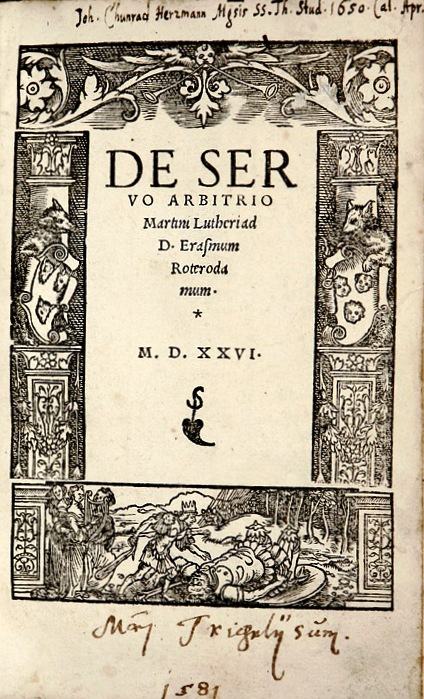
Titulní list Lutherova spisu De servo arbitrio

De servo arbitrio (O zotročené vůli) je filozoficko-teologický spis Martina Luthera z roku 1525. Byl odpovědí na spis Erasma Rotterdamského De libero arbitrio diatribé sive collatio (O svobodné vůli) z roku 1524. Erasmus na Lutherovu odpověď zareagoval replikou z roku 1526 nazvanou Hyperaspistes. Diatribé adversus servum arbitrium Martini Lutheri. (Hyperaspistes. Rozprava proti nesvobodné vůli Martina Luthera.), v níž zopakoval své názory z prvního spisu. Na Lutherův spis reagoval kriticky též novokřtěnecký teolog z Mikulova Balthasar Hubmaier spisem O svobodě vůle (1525).
Luther dokazuje, že lidé po pádu Adama nejsou schopni se ze své vůle přiblížit k Bohu ani vykonat skutky, které by byly dobré v Božích očích. Neznovuzrozený člověk může ze své vlastní vůle jen hřešit. Ke konání dobrých skutků je člověk uschopněn pouze Boží milostí, jejíž udělení je svrchovaným aktem Božím. Lidská vůle je ve věcech duchovních vždy nesvobodná – buď je podřízena satanovi nebo Bohu.
Svým učením o nesvobodné vůli Luther napadl myšlenkovou základnu pro katolické učení o záslužnictví.
Luther sám pokládal spis O zotročené vůli za jedno ze svých nejvýznamnějších teologických děl.
V češtině vyšlo dílo O zotročené vůli až v roce 2019 v nakladatelství Poutníkova četba. (Slovenský překlad O neslobodnej vôli je z roku 2011.) 
| „                                    | Luter ... učil, že na samém Božím předzvědění a předzřízení všech lidí k spasení i zatracení záleží, a to velmi tuze, ostře i tvrdě někudy, mocně však z Písem vedl, jakž v knize De servo arbitrio, proti Erazmovi psané, viděti ... | “ |
| — J. A. Komenský, Haggaeus redivivus | |   |

## Citáty
- „Duch svatý není skeptikem.“ — „Spiritus sanctus non est scepticus.“ (WA 18, 605)
- „Církev je skrytá, svatí jsou neznámí.“ — „Abscondita est ecclesia, latent sancti.“ (WA 18, 652)
- „Kdo popírá, že Písmo svaté podává jasný vhled, bere lidem veškeré světlo, jakoukoli možnost osvícení.“ (WA 18, 656)